# Olympische Winterspiele 1964/Ski Nordisch
Bei den IX. Olympischen Winterspielen 1964 in Innsbruck fanden zehn Wettbewerbe im nordischen Skisport statt. Diese galten gleichzeitig als 25. Nordische Skiweltmeisterschaften. Neben olympischen Medaillen wurden auch Weltmeisterschaftsmedaillen vergeben. Einzige Ausnahme war die Nordische Kombination, in der es ausschließlich olympische Medaillen gab. Austragungsorte waren die Toni-Seelos-Olympiaschanze in Seefeld in Tirol (mitsamt dazu gehörendem Skistadion) sowie die Bergiselschanze in Innsbruck.
Erstmals standen zwei Wettbewerbe im Skispringen auf dem Programm, einen wie bisher auf einer kleineren sog. Normalschanze und einen auf einer Großschanze. Weiterhin galt, dass die Springer drei Sprünge absolvierten, von denen die besten zwei in die Wertung kamen. Bei den Frauen kam mit dem 5-km-Langlauf eine dritte Disziplin hinzu.
Letztmals bei Olympischen Winterspielen starteten die Bundesrepublik Deutschland und die DDR als gesamtdeutsche Mannschaft. Diese Mannschaft war die einzige, die neben den skandinavischen Ländern und der Sowjetunion mit einem dritten Platz eine Medaille gewinnen konnte. Die schon von vergangenen Weltmeisterschaften und Olympischen Winterspielen bekannte Dominanz der Nordländer sowie der Sowjetunion war auch hier in Innsbruck wieder vorzufinden.

## Bilanz

### Medaillenspiegel
| Platz | Land        | Gold | Silber | Bronze | Gesamt |
| ----- | ----------- | ---- | ------ | ------ | ------ |
| 1     | Finnland    | 3    | 3      | 2      | 8      |
| 2     | Sowjetunion | 3    | 2      | 4      | 9      |
| 3     | Norwegen    | 2    | 3      | 2      | 7      |
| 4     | Schweden    | 2    | 2      | 1      | 5      |
| 5     | Deutschland | –    | –      | 1      | 1      |

### Medaillengewinner
| Konkurrenz        | Gold                                                                               | Silber                                                                         | Bronze                                                                                   |
| ----------------- | ---------------------------------------------------------------------------------- | ------------------------------------------------------------------------------ | ---------------------------------------------------------------------------------------- |
| 15 km             | Eero Mäntyranta                                                                    | Harald Grønningen                                                              | Sixten Jernberg                                                                          |
| 30 km             | Eero Mäntyranta                                                                    | Harald Grønningen                                                              | Igor Worontschichin                                                                      |
| 50 km             | Sixten Jernberg                                                                    | Assar Rönnlund                                                                 | Arto Tiainen                                                                             |
| 4 × 10 km Staffel | Schweden 000Karl-Åke Asph 000Sixten Jernberg 000Assar Rönnlund 000Janne Stefansson | Finnland 000Väinö Huhtala 000Kalevi Laurila 000Eero Mäntyranta 000Arto Tiainen | Sowjetunion 000Pawel Koltschin 000Iwan Utrobin 000Gennadi Waganow 000Igor Worontschichin |

| Konkurrenz       | Gold                                                                             | Silber                                                                | Bronze                                                     |
| ---------------- | -------------------------------------------------------------------------------- | --------------------------------------------------------------------- | ---------------------------------------------------------- |
| 5 km             | Klawdija Bojarskich                                                              | Mirja Lehtonen                                                        | Alewtina Koltschina                                        |
| 10 km            | Klawdija Bojarskich                                                              | Jewdokija Mekschilo                                                   | Marija Gussakowa                                           |
| 3 × 5 km Staffel | Sowjetunion 000Klawdija Bojarskich 000Alewtina Koltschina 000Jewdokija Mekschilo | Schweden 000Toini Gustafsson 000Barbro Martinsson 000Britt Strandberg | Finnland 000Mirja Lehtonen 000Toini Pöysti 000Senja Pusula |

| Konkurrenz    | Gold             | Silber           | Bronze            |
| ------------- | ---------------- | ---------------- | ----------------- |
| Normalschanze | Veikko Kankkonen | Toralf Engan     | Torgeir Brandtzæg |
| Großschanze   | Toralf Engan     | Veikko Kankkonen | Torgeir Brandtzæg |

| Konkurrenz | Gold           | Silber            | Bronze      |
| ---------- | -------------- | ----------------- | ----------- |
| Einzel     | Tormod Knutsen | Nikolai Kisseljow | Georg Thoma |

## Vorschau
Sport Zürich befasste sich in seiner Ausgabe vom 29. Januar 1964 mit einer Vorschau. Hinsichtlich der Langlaufbewerbe wurde ein erstarktes norwegisches Team erwartet, worauf der Staffelsieg gegen Schweden und Finnland vom Dezember 1963 schließen ließ. Ein Fragezeichen stand hinter dem Leistungsvermögen der Sowjetteilnehmer, die vor zwei Jahren bei den Weltmeisterschaften in Zakopane enttäuscht hatten. Die Loipen in Seefeld erforderten nicht nur Kondition, sondern ebenso sehr Schnelligkeit und Souplesse. Bei den Italienern wisse man faktisch wenig über die Form ihrer Asse Giulio Deflorian und Marcello de Dorigo, die sich zur Vorbereitung im Norden aufgehalten hatten, dort aber in den Testprüfungen mit Norwegen und Schweden jeweils auf schlechten Plätzen gelandet waren. Es sei schwer, an die Wiederholung der Sensation von 1963 zu glauben. Jedenfalls würden außer den Skandinaviern, Sowjets und Italienern all die übrigen chancenlos sein.
In der Nordischen Kombination sei ein offener Kampf zu erwarten, Olympiasieger Georg Thoma habe in diesem Winter unerwartet große Unsicherheiten an der Schanze gezeigt. Die Chancen des Schweizer Meisters Alois Kälin seien noch nie so gut wie diesmal. Weltmeister Arne Larsen habe sich im Springen stark verbessert. Es wurde auch geschrieben, sich auf eine Sensation durch Bjørn Wirkola einzustellen. Für die Seelos-Schanze wurden Toralf Engan, Veikko Kankkonen, Helmut Recknagel und Dieter Neuendorf, Antoni Łaciak und Józef Przybyła beste Chancen zugestanden. Für die Großschanze gab es eine ganze Reihe von Medaillenaspiranten: Kankkonen, Engan, Nilo Halonen, Torgeir Brandtzæg, Torbjørn Yggeseth, Max Bolkart, Recknagel und die vielen Sowjetspringer (Alexander Iwannikow, Nikolai Schamow und Nikolai Kamenski), dazu die beiden Draufgänger Neuendorf und Przybyła.

## Langlauf Männer

### 15 km
| Platz | Land | Sportler            | Zeit (min) |
| ----- | ---- | ------------------- | ---------- |
| 1     | FIN  | Eero Mäntyranta     | 50:54,1    |
| 2     | NOR  | Harald Grønningen   | 51:34,8    |
| 3     | SWE  | Sixten Jernberg     | 51:42,2    |
| 4     | FIN  | Väinö Huhtala       | 51:45,4    |
| 5     | SWE  | Janne Stefansson    | 51:46,4    |
| 6     | URS  | Pawel Koltschin     | 51:52,0    |
| 7     | URS  | Igor Worontschichin | 51:53,9    |
| 8     | NOR  | Magnar Lundemo      | 51:55,2    |
| 9     | FIN  | Kalevi Laurila      | 51:59,8    |
| 10    | ITA  | Franco Nones        | 52:18,0    |
|       |      |                     |            |
| 22    | EUA  | Walter Demel        | 54:37,0    |
| 24    | EUA  | Enno Röder          | 54:52,8    |
| 29    | SUI  | Hans Ammann         | 55:44,9    |
| 31    | SUI  | Hans-Sigfrid Oberer | 55:47,9    |
| 32    | SUI  | Franz Kälin         | 55:50,3    |
| 36    | EUA  | Helmut Weidlich     | 56:04,6    |
| 40    | SUI  | Konrad Hischier     | 56:42,3    |
| 44    | EUA  | Karl Buhl           | 57:10,2    |
| 48    | AUT  | Hermann Lackner     | 58:04,0    |
| 52    | AUT  | Hubert Schrott      | 59:01,7    |
| 53    | AUT  | Anton Kogler        | 59:10,6    |
| 59    | AUT  | Günther Rieger      | 61:07,3    |

Datum: 2. Februar 1964, 09:30 Uhr

Höhenunterschied: 192 m; Maximalanstieg: 68 m; Totalanstieg: 492 m
71 Teilnehmer aus 21 Ländern, davon 69 in der Wertung

### 30 km
| Platz | Land | Sportler            | Zeit (h)  |
| ----- | ---- | ------------------- | --------- |
| 1     | FIN  | Eero Mäntyranta     | 1:30:50,7 |
| 2     | NOR  | Harald Grønningen   | 1:32:02,3 |
| 3     | URS  | Igor Worontschichin | 1:32:15,8 |
| 4     | SWE  | Janne Stefansson    | 1:32:34,8 |
| 5     | SWE  | Sixten Jernberg     | 1:32:39,6 |
| 6     | FIN  | Kalevi Laurila      | 1:32:41,4 |
| 7     | SWE  | Assar Rönnlund      | 1:32:39,6 |
| 8     | NOR  | Einar Østby         | 1:32:41,4 |
| 9     | SWE  | Torsten Samuelsson  | 1:33:07,8 |
| 10    | EUA  | Walter Demel        | 1:33:10,2 |
|       |      |                     |           |
| 27    | SUI  | Konrad Hischier     | 1:39;43,6 |
| 28    | SUI  | Hans Ammann         | 1:39:55,7 |
| 29    | EUA  | Heinz Seidel        | 1:40:01,0 |
| 31    | AUT  | Andreas Janc        | 1:40:23,3 |
| 32    | EUA  | Rudolf Dannhauer    | 1:40:35,7 |
| 34    | EUA  | Alfons Dorner       | 1:41:09,5 |
| 36    | AUT  | Hansjörg Farbmacher | 1:41:37,1 |
| 39    | SUI  | Georges Dubois      | 1:42:26,8 |
| 43    | SUI  | Alphonse Baume      | 1:42:41,8 |

Datum: 30. Januar 1964, 08:30 Uhr

Höhenunterschied: 245 m; Maximalanstieg: 72 m; Totalanstieg: 964 m
69 Teilnehmer aus 23 Ländern, davon 66 in der Wertung
Der Kurs bestand aus der 10-km-Damenstrecke und danach einer 20-km-Schleife. Im Ziel war es zu Rennbeginn −13,5 °C kalt, es gab völlig klares Wetter, der Schnee war sehr hart und gut. Die Startintervalle betrugen 30 Sekunden. Mäntyranta startete als Letzter und hatte das gesamte Feld vor sich. Sein Landsmann Laurila machte vor ihm das Tempo (nach 10 km Dritter, nach 20 km Zweiter), erfüllte diese undankbare taktische Aufgabe erfüllt fiel auf Rang 6 zurück. Grønningen, als langsamer Starter bekannt, war vorerst Siebter, dann Vierter und überholte noch Worontschichin, der von Rang 5 auf 3 vorgestoßen war. Sixten Jernberg lief trotz einer Netzhauterkrankung überraschend stark, jedoch war der deutsche Meister Walter Demel als echte Sensation zu betrachten, der als bester Mitteleuropäer mit nur rund eineinhalb Minuten Rückstand Rang 10 belegte Der Südkoreaner Yong-Ok lief mit Skibruch einen Kilometer weiter; ihm wurde von der Rennleitung ein Ersatzski angeboten, was er vorerst mit höflicher Verbeugung ablehnte, doch nach längerem Hin und Her nahm er das Angebot an.

### 50 km
| Platz | Land | Sportler            | Zeit (h)  |
| ----- | ---- | ------------------- | --------- |
| 1     | SWE  | Sixten Jernberg     | 2:43:52,6 |
| 2     | SWE  | Assar Rönnlund      | 2:44:58,2 |
| 3     | FIN  | Arto Tiainen        | 2:45:30,4 |
| 4     | SWE  | Janne Stefansson    | 2:45:36,6 |
| 5     | NOR  | Sverre Stensheim    | 2:45:47,2 |
| 6     | NOR  | Harald Grønningen   | 2:47:03,6 |
| 7     | NOR  | Einar Østby         | 2:47:20,6 |
| 8     | NOR  | Ole Ellefsæter      | 2:47:45,8 |
| 9     | FIN  | Eero Mäntyranta     | 2:47:47,1 |
| 10    | SWE  | Melcher Risberg     | 2:48:03,0 |
|       |      |                     |           |
| 20    | SUI  | Alois Kälin         | 2:56:30,5 |
| 21    | AUT  | Andreas Janc        | 2:58:43,8 |
| 24    | EUA  | Siegfried Weiß      | 3:00:43,0 |
| 26    | SUI  | Alphonse Baume      | 3:03:49,1 |
| 29    | SUI  | Franz Kälin         | 3:06:09,3 |
| 30    | EUA  | Herbert Steinbeißer | 3:06:52,2 |
| 31    | SUI  | Georges Dubois      | 3:07:21,8 |
| 33    | AUT  | Hermann Mayr        | 3:08:48,6 |

Datum: 4. Februar 1964, 08:30 Uhr

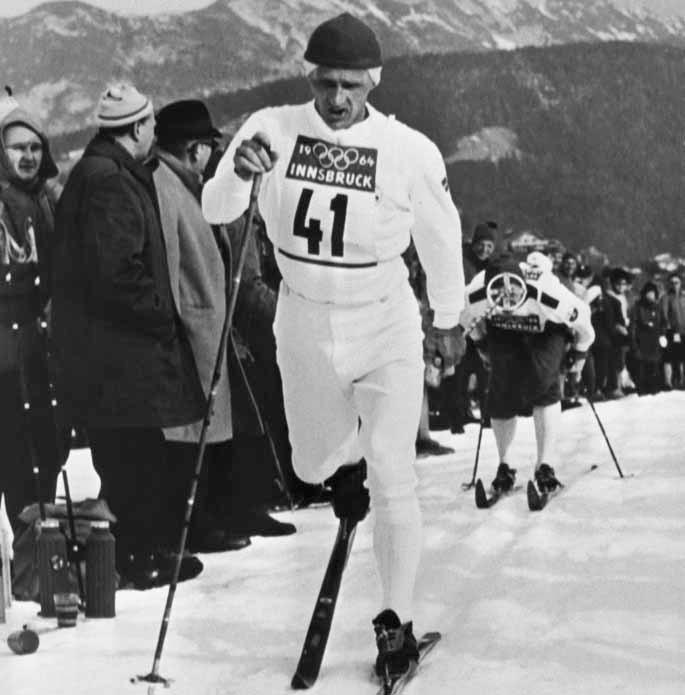
Sixten Jernberg während des 50-km-Rennens

Höhenunterschied: 196 m; Maximalanstieg: 98 m; Totalanstieg: 1597 m
41 Teilnehmer aus 15 Ländern, davon 30 in der Wertung
Infolge der tiefen Nachttemperaturen war die Strecke sehr schnell. Die Schneeverhältnisse waren gut, der Schnee war hart und körnig, in den Schattenstellen gab es Pulverschnee. Tiainen legte mit Startnummer 1 bereits eine großartige Zeit vor. Bis 37,5 Kilometer führte dann der mir Nr. 35 gestartete Finne Kalevi Hämäläinen, zuletzt noch mit 20 Sekunden Vorsprung auf Jernberg, doch der amtierende Weltmeister (Nr. 41) und Rönnlund (Nr. 18) holten unnachgiebig auf; am Ende fand sich Hämäläinen Rang 16. Jernberg feierte den Sieg einen Tag vor seinem 35. Geburtstag.

### 4 × 10 km Staffel
| Platz | Land / Sportler                                                                              | Zeit                                                        |
| ----- | -------------------------------------------------------------------------------------------- | ----------------------------------------------------------- |
| 1     | Schweden 0000Karl-Åke Asph 0000Sixten Jernberg 0000Janne Stefansson 0000Assar Rönnlund       | 2:18:34,6 h 35:14,2 min 35:00,0 min 34:16,8 min 34:03,6 min |
| 2     | Finnland 0000Väinö Huhtala 0000Arto Tiainen 0000Kalevi Laurila 0000Eero Mäntyranta           | 2:18:42,4 h 34:52,8 min 35:37,6 min 34:01,4 min 34:10,6 min |
| 3     | Sowjetunion 0000Iwan Utrobin 0000Gennadi Waganow 0000Igor Worontschichin 0000Pawel Koltschin | 2:18:46,9 h 34:58,7 min 34:42,8 min 34:18,0 min 34:47,4 min |
| 4     | Norwegen 0000Magnar Lundemo 0000Erling Steineide 0000Einar Østby 0000Harald Grønningen       | 2:19:11,9 h 35:04,8 min 34:48,3 min 34:19,8 min 34:59,0 min |
| 5     | Italien 0000Giuseppe Steiner 0000Marcello De Dorigo 0000Giulio Deflorian 0000Franco Nones    | 2:21:16,8 h 35:36,2 min 34:28,2 min 35:57,5 min 35:14,9 min |
| 6     | Frankreich 0000Victor Arbez 0000Félix Mathieu 0000Roger Pires 0000Paul Romand                | 2:26:31,4 h 36:30,1 min 36:08,9 min 35:46,6 min 38:05,8 min |
| 7     | Deutschland 0000Heinz Seidel 0000Helmut Weidlich 0000Enno Röder 0000Walter Demel             | 2:26:34,4 h 38:00,6 min 36:49,4 min 36:43,3 min 35:01,1 min |
| 8     | Polen 0000Józef Gut-Misiaga 0000Tadeusz Jankowski 0000Edward Budny 0000Józef Rysula          | 2:27:27,0 h 37:46,4 min 37:06,3 min 36:25,6 min 36:08,7 min |
| 9     | Schweiz 0000Konrad Hischier 0000Alois Kälin 0000Franz Kälin 0000Hans-Sigfrid Oberer          | 2:31:52,8 h 37:32,7 min 37:05,1 min 38:18,3 min 38:56,7 min |
| 10    | Japan 0000Hidezō Takahashi 0000Kazuo Satō 0000Tatsuo Kitamura 0000Chogoro Yahata             | 2:32:05,5 h 38:02,0 min 37:18,4 min 37:18,1 min 39:27,0 min |
| 11    | Österreich 0000Günther Rieger 0000Hansjörg Farbmacher 0000Anton Kogler 0000Andreas Janc      | 2:34:48,9 h 39:05,8 min 39:11,0 min 38:47,0 min 37:45,1 min |

Datum: 8. Februar 1964, 09:00 Uhr

Höhenunterschied: 140 m; Maximalanstieg: 43 m; Totalanstieg: 354 m
15 Staffeln am Start, alle in der Wertung

## Langlauf Frauen

### 5 km
| Platz | Land | Sportlerin          | Zeit (min) |
| ----- | ---- | ------------------- | ---------- |
| 1     | URS  | Klawdija Bojarskich | 17:50,2    |
| 2     | FIN  | Mirja Lehtonen      | 17:52,9    |
| 3     | URS  | Alewtina Koltschina | 18:08,4    |
| 4     | URS  | Jewdokija Mekschilo | 18:16,7    |
| 5     | FIN  | Toini Pöysti        | 18:25,3    |
| 6     | SWE  | Toini Gustafsson    | 18:25,7    |
| 7     | SWE  | Barbro Martinsson   | 18:26,4    |
| 8     | FIN  | Eeva Ruoppa         | 18:29,8    |
| 9     | FIN  | Senja Pusula        | 18:45,7    |
| 10    | URS  | Rita Atschkina      | 18:51,1    |
|       |      |                     |            |
| 12    | EUA  | Rita Czech-Blasel   | 19:09,1    |
| 15    | EUA  | Renate Dannhauer    | 19:17,0    |
| 17    | EUA  | Christine Nestler   | 19:21,4    |
| 19    | EUA  | Elfriede Uhlig      | 19:52,3    |
| 20    | AUT  | Heiderun Ludwig     | 20:11,3    |

Datum: 4. Februar 1964, 09:00 Uhr

Höhenunterschied: 64 m; Maximalanstieg: 39 m; Totalanstieg: 150 m
32 Teilnehmerinnen aus 11 Ländern, alle in der Wertung
Favoritinnen waren die Läuferinnen aus der Sowjetunion, sie konnten aber die Spitzenränge nicht en bloc vereinnahmen. Die Voraussagen hinsichtlich Schweden und Finnland als größte Widersacherinnen bewahrheiteten sich: Lehtonen lag zur Halbdistanz noch knapp hinter Bojarskich, doch die Lehrerin aus Sibirien verfügte über genügend Reserven, um im Finish die Finnin auf Distanz zu halten.

### 10 km
| Platz | Land | Sportlerin          | Zeit (min) |
| ----- | ---- | ------------------- | ---------- |
| 1     | URS  | Klawdija Bojarskich | 40:24,3    |
| 2     | URS  | Jewdokija Mekschilo | 40:26,6    |
| 3     | URS  | Marija Gussakowa    | 40:46,6    |
| 4     | SWE  | Britt Strandberg    | 40:54,0    |
| 5     | FIN  | Toini Pöysti        | 41:17,4    |
| 6     | FIN  | Senja Pusula        | 41:17,8    |
| 7     | URS  | Alewtina Koltschina | 41:26,2    |
| 8     | SWE  | Toini Gustafsson    | 41:41,1    |
| 9     | FIN  | Eeva Ruoppa         | 41:58,1    |
| 10    | FIN  | Mirja Lehtonen      | 42:06,9    |
|       |      |                     |            |
| 13    | EUA  | Christine Nestler   | 43:38,2    |
| 14    | EUA  | Renate Dannhauer    | 43:52,7    |
| 15    | EUA  | Rita Czech-Blasel   | 44:07,8    |
| 16    | EUA  | Elfriede Uhlig      | 44:08,8    |
| 25    | AUT  | Heiderun Ludwig     | 47:27,6    |

Datum: 1. Februar 1964, 09:30 Uhr

Höhenunterschied: 103 m; Maximalanstieg: 37 m; Totalanstieg: 256 m
35 Teilnehmerinnen aus 12 Ländern, alle in der Wertung

### 3 × 5 km
| Platz | Land / Sportlerinnen                                                                | Zeit                                            |
| ----- | ----------------------------------------------------------------------------------- | ----------------------------------------------- |
| 1     | Sowjetunion 0000Alewtina Koltschina 0000Jewdokija Mekschilo 0000Klawdija Bojarskich | 0:59:20,2 h 21:17,9 min 19:08,5 min 18:53,8 min |
| 2     | Schweden 0000Barbro Martinsson 0000Britt Strandberg 0000Toini Gustafsson            | 1:01:27,0 h 21:53,9 min 19:51,3 min 19:41,8 min |
| 3     | Finnland 0000Senja Pusula 0000Toini Pöysti 0000Mirja Lehtonen                       | 1:02:45,1 h 23:45,9 min 19:39,8 min 19:19,4 min |
| 4     | Deutschland 0000Christine Nestler 0000Rita Czech-Blasel 0000Renate Dannhauer        | 1:04:29,9 h 22:34,1 min 21:00,8 min 20:55,0 min |
| 5     | Bulgarien 0000Rosa Dimowa 0000Nadeschda Wassilewa 0000Krastana Stoewa               | 1:06:40,4 h 24:41,4 min 21:27,1 min 20:31,9 min |
| 6     | Tschechoslowakei 0000Jarmila Škodová 0000Eva Břízová 0000Eva Paulusová              | 1:08:42,8 h 24:48,3 min 21:44,1 min 22:10,4 min |
| 7     | Polen 0000Teresa Trzebunia 0000Czesława Stopka 0000Stefania Biegun                  | 1:08:55,4 h 25:53,4 min 22:15,6 min 20:46,4 min |
| 8     | Ungarn 0000Éva Balázs 0000Maria Tarnai 0000Ferencne Hemrik                          | 1:10:16,3 h 24:24,8 min 22:59,4 min 22:52,1 min |

Datum: 7. Februar 1964, 09:30 Uhr

Höhenunterschied: 64 m; Maximalanstieg: 39 m; Totalanstieg: 150 m
8 Staffeln am Start, alle in der Wertung
Obwohl über Nacht 15 cm Neuschnee gefallen war, war die Loipe morgens bei schönem Wetter recht schnell und im guten Zustand. Die Sowjetunion, die sowohl 1956 durch Finnland als auch 1960 durch Schweden besiegt worden war, war aufgrund der bisherigen Einzelkonkurrenzen der logische Favorit und übernahm schon nach 500 m die Führung, die sie nicht mehr abgab und sogar auf mehr als zwei Minuten ausbaute; jede Läuferin lief auf ihrem Abschnitt Bestzeit. Seltsames ereignete sich bei der finnischen Startläuferin Pusula, die eine derart schwache Zeit lief, sodass sie von ihrer Konkurrentin Koltschina um zweieinhalb Minuten distanziert wurde. Sie war in der gleißenden Sonne schneeblind geworden und taumelte durch die zweite Streckenhälfte. Doch schon auf der zweiten Teilstrecke konnte Pöysti den dritten Platz zurückerobern. Harte Positionskämpfe spielten sich hinter den Medaillenstaffeln ab, wobei sich Bulgarien noch auf Rang 5 vorschieben konnte.

## Skispringen

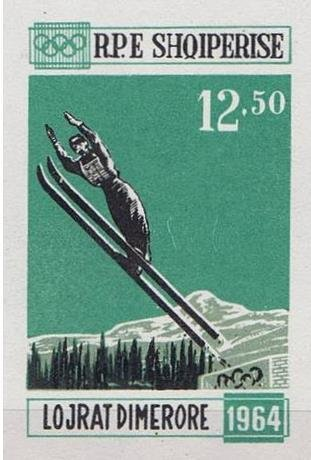
Albanische Briefmarke zum Skispringen bei den Olympischen Winterspielen 1964

### Normalschanze
- Ausführliche Ergebnisse

| Platz | Land | Sportler           | Weiten (m)         | Punkte |
| ----- | ---- | ------------------ | ------------------ | ------ |
| 1     | FIN  | Veikko Kankkonen   | 77,0 / 80,0 / 79,0 | 229,8  |
| 2     | NOR  | Toralf Engan       | 79,0 / 78,5 / 79,0 | 226,3  |
| 3     | NOR  | Torgeir Brandtzæg  | 73,0 / 79,0 / 78,0 | 222,9  |
| 4     | TCH  | Josef Matouš       | 80,5 / 77,0 / 76,5 | 218,2  |
| 5     | EUA  | Dieter Neuendorf   | 78,5 / 77,0 / 75,0 | 214,7  |
| 6     | EUA  | Helmut Recknagel   | 75,5 / 77,0 / 75,5 | 210,4  |
| 7     | SWE  | Kurt Elimä         | 76,0 / 75,0 / 75,0 | 208,9  |
| 8     | NOR  | Hans Olav Sørensen | 76,0 / 73,5 / 74,5 | 208,6  |
| 9     | EUA  | Karl-Heinz Munk    | 77,0 / 75,0 / 74,0 | 207,0  |
| 10    | USA  | John Balfanz       | 74,0 / 74,5 / 74,5 | 206,5  |
| 11    | AUT  | Sepp Lichtenegger  | 74,5 / 75,0 / 75,0 | 205,4  |
|       |      |                    |                    |        |
| 13    | AUT  | Baldur Preiml      | 75,0 / 76,0 / 73,5 | 204,6  |
| 25    | SUI  | Heribert Schmid    | 76,5 / 71,5 / 74,0 | 200,1  |
| 28    | AUT  | Otto Leodolter     | 72,0 / 74,0 / 72,0 | 196,8  |
| 37    | EUA  | Max Bolkart        | 69,5 / 72,5 / 70,0 | 191,5  |
| 44    | AUT  | Willi Egger        | 71,5 / 71,0 / 71,5 | 187,4  |
| 48    | SUI  | Ueli Scheidegger   | 72,0 / 68,5 / 64,0 | 176,4  |
| 51    | SUI  | Sepp Zehnder       | 69,0 / 66,0 / 83,6 | 171,7  |

Datum: 31. Januar 1964, 13:00 Uhr

Anlage: Toni-Seelos-Olympiaschanze
53 Teilnehmer aus 15 Ländern, alle in der Wertung
Der bei bitterer Kälte mit abwechselnd Sonnenschein und leichtem Schneefall ausgetragene Wettbewerb verlief äußerst spannend, denn erst mit dem letzten Springer, Veikko Kankkonen, stand der Sieger fest. Dabei hatte der Finne seinen ersten Sprung verpatzt und war nur auf Platz 29 gekommen. Trotz verkürztem Anlauf wurde der aus dem Vorjahr von Georg Thoma gehaltene Schanzenrekord von 76,5 m viermal verbessert, wobei Josef Matouš letztlich mit 80,5 m die neue Bestmarke aufstellte und sich damit in Führung setzte. Im zweiten Durchgang wurde der Anlauf erneut verkürzt, weil der kritische Punkt bereits mehr als die erlaubten 10 % übersprungen worden war. Beinahe wäre trotzdem der Schanzenrekord erneut gefallen, denn Kankkonen erreichte 80,0 m und rückte auf Rang 4 vor. Neuer Erster war Engan vor Matouš und Neuendorf. Der dritte Durchgang litt etwas unter dem aufkommenden Wind, der doch einigen Springern mehr zusetzte als anderen. Engan bewies seine Beständigkeit mit 79,0 m und schien der sichere Sieger zu sein, aber Kankkonen mit derselben Weite und Stilnote überflügelte ihn dank der im zweiten Durchgang um 3,60 höheren Punktezahl. Auch Brandtzæg steigerte sich und legte eine Weite vor, die ihn noch die Bronzemedaille brachte. Unter den 30.000 Zuschauern befand sich auch das persische Kaiserpaar.

### Großschanze
- Ausführliche Ergebnisse

| Platz | Land | Sportler            | Weiten (m)         | Punkte |
| ----- | ---- | ------------------- | ------------------ | ------ |
| 1     | NOR  | Toralf Engan        | 93,5 / 90,5 / 73,0 | 230,7  |
| 2     | FIN  | Veikko Kankkonen    | 95,5 / 90,5 / 88,0 | 228,9  |
| 3     | NOR  | Torgeir Brandtzæg   | 92,0 / 90,0 / 87,0 | 227,2  |
| 4     | EUA  | Dieter Bokeloh      | 92,0 / 83,0 / 83,5 | 214,6  |
| 5     | SWE  | Kjell Sjöberg       | 90,0 / 82,0 / 85,0 | 214,4  |
| 6     | URS  | Alexander Iwannikow | 90,0 / 81,5 / 83,5 | 213,3  |
| 7     | EUA  | Helmut Recknagel    | 89,0 / 86,5 / 78,0 | 212,8  |
| 8     | EUA  | Dieter Neuendorf    | 92,5 / 84,5 / 83,0 | 212,6  |
| 9     | POL  | Józef Przybyła      | 92,0 / 87,5 / 74,5 | 211,3  |
| 10    | TCH  | Dalibor Motejlek    | 90,5 / 84,5 / 80,0 | 208,8  |
|       |      |                     |                    |        |
| 12    | AUT  | Willi Egger         | 86,5 / 87,0 / 80,5 | 206,0  |
| 17    | AUT  | Otto Leodolter      | 87,0 / 85,0 / 73,5 | 204,0  |
| 18    | AUT  | Baldur Preiml       | 84,5 / 87,0 / 78,0 | 203,2  |
| 21    | EUA  | Karl-Heinz Munk     | 91,5 / 87,0 / 80,0 | 200,6  |
| 43    | AUT  | Sepp Lichtenegger   | 77,5 / 87,0 / 68,0 | 179,9  |
| 46    | SUI  | Heribert Schmid     | 78,0 / 78,5 / 64,0 | 175,0  |
| 48    | SUI  | Sepp Zehnder        | 80,0 / 73,0 / 68,0 | 172,3  |
| 51    | SUI  | Ueli Scheidegger    | 73,0 / 70,0 / 65,0 | 154,3  |

Datum: 9. Februar 1964, 13:00 Uhr

Anlage: Bergiselschanze

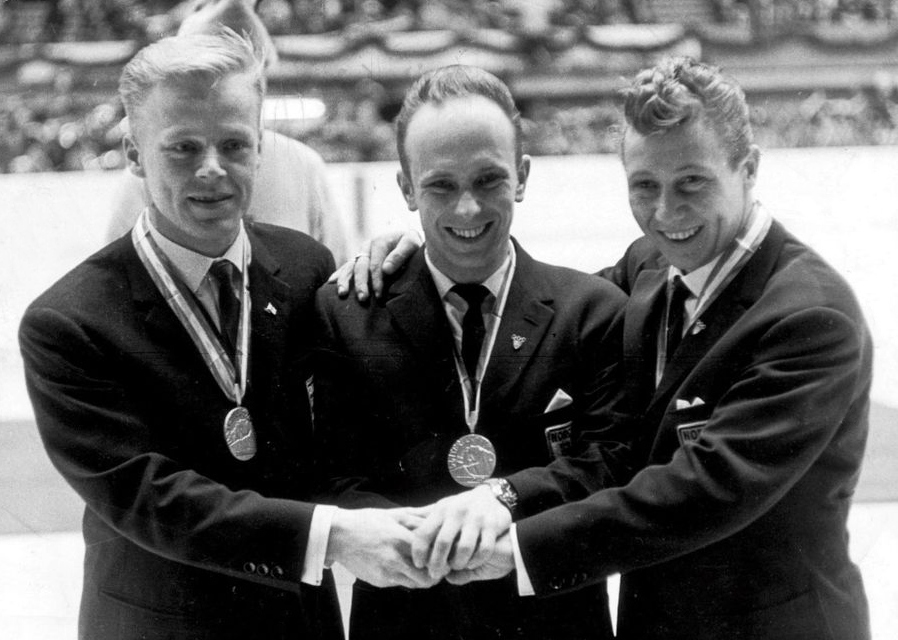
Die Medaillengewinner (v. l. n. r.):: Toralf Engan, Veikko Kankkonen, Torgeir Brandtzæg

52 Teilnehmer aus 15 Ländern, alle in der Wertung
Wie zuvor in Seefeld trugen hier dieselben Sportler die Medaillenentscheidung aus. Es gab eine etwas fragliche Benotung zu Silbermedaillengewinner Kankkonen, bei dem sich die Wertungsrichter offensichtlich nicht einig waren, ob dessen zweiter Sprung als „gestürzt“ galt. Kankonnen war mit den Händen leicht im Schnee gewesen. Der Kanadier Dokka gab deshalb die 9, die Richter 2, 4 und 5 gaben 17, 18,5 und 18 – und der dritte, der Finne Koskivuori, fand mit der 15 einen Kompromiss. Kankonnen stellte im ersten Durchgang mit 93,5 Metern den Schanzenrekord des Polen Józef Przybyła ein.

## Nordische Kombination
| Rang | Athlet                | Nation | Skispringen | Skispringen | Skispringen | Skispringen | Skispringen | Skilanglauf | Skilanglauf | Skilanglauf | Gesamt |
| Rang | Athlet                | Nation | Sprung 1    | Sprung 2    | Sprung 3    | Gesamt      | Gesamt      | Skilanglauf | Skilanglauf | Skilanglauf | Gesamt |
| Rang | Athlet                | Nation | Punkte      | Punkte      | Punkte      | Punkte      | Rang        | Zeit [min]  | Punkte      | Rang        | Punkte |
| ---- | --------------------- | ------ | ----------- | ----------- | ----------- | ----------- | ----------- | ----------- | ----------- | ----------- | ------ |
| 01   | Tormod Knutsen        | NOR    | 120,8       | 118,1       | 110,2       | 238,9       | 02          | 50:58,6     | 230,38      | 04          | 469,28 |
| 02   | Nikolai Kisseljow     | URS    | 113,9       | 094,1       | 119,1       | 233,0       | 03          | 51:49,1     | 220,04      | 08          | 453,04 |
| 03   | Georg Thoma           | EUA    | 122,0       | 119,1       | 112,7       | 241,1       | 01          | 52:31,2     | 211,78      | 10          | 452,88 |
| 04   | Nikolai Gussakow      | URS    | 100,3       | 103,4       | 120,0       | 223,4       | 07          | 51:19,8     | 225,96      | 05          | 449,36 |
| 05   | Arne Larsen           | NOR    | 096,5       | 101,8       | 081,2       | 198,3       | 17          | 50:49,6     | 232,33      | 03          | 430,63 |
| 06   | Arne Barhaugen        | NOR    | 095,7       | 91,6        | 095,6       | 191,3       | 20          | 50:40,4     | 234,33      | 02          | 425,63 |
| 07   | Wjatscheslaw Drjagin  | URS    | 095,9       | 101,8       | 114,4       | 216,2       | 10          | 52:58,3     | 206,55      | 12          | 422,75 |
| 08   | Ezio Damolin          | ITA    | 099,5       | 090,9       | 098,6       | 198,1       | 18          | 51:42,3     | 221,44      | 07          | 419,54 |
| 09   | Rainer Dietel         | EUA    | 114,5       | 109,3       | 108,3       | 223,8       | 06          | 54:07,3     | 193,34      | 15          | 417,14 |
| 10   | Willi Köstinger       | AUT    | 113,8       | 101,0       | 111,7       | 225,5       | 05          | 54:35,5     | 188,18      | 18          | 413,68 |
|      |                       |        |             |             |             |             |             |             |             |             |        |
| 12   | Alois Kälin           | CHE    | 061,7       | 081,6       | 078,3       | 159,9       | 28          | 49:12,8     | 253,33      | 01          | 413,23 |
| 16   | Roland Weißpflog      | EUA    | 101,3       | 117,1       | 115,3       | 232,4       | 04          | 56:18,2     | 169,30      | 23          | 401,70 |
| 17   | Horst Möhwald         | EUA    | 097,0       | 089,4       | 092,2       | 189,2       | 23          | 52:56,2     | 206,98      | 11          | 396,18 |
| 19   | Waldemar Heigenhauser | AUT    | 105,4       | 105,0       | 083,7       | 210,4       | 11          | 56:24,1     | 168,32      | 25          | 378,72 |
| 28   | Leopold Kohl          | AUT    | 082,2       | 074,9       | 099,4       | 181,6       | 25          | 57:09,8     | 160,26      | 29          | 341,86 |
| 29   | Franz Scherübl        | AUT    | 075,2       | 076,6       | 093,0       | 169,6       | 27          | 56:19,9     | 169,00      | 24          | 338,60 |

Datum: 2. Februar, 14:05 Uhr (Skispringen) / 3. Februar, 13:05 Uhr (Langlauf)

32 Teilnehmer aus 11 Ländern, davon 31 in der Wertung
In den Anfangsjahrzehnten wurde die Nordische Kombination in nur einer Variante ausgetragen. Hier in Innsbruck wurde wie bei den drei vorangegangenen Spielen zunächst das Skispringen und als zweite Disziplin der Langlauf ausgetragen. Der Sprunglauf bestand aus drei Versuchen, von denen die besten zwei Sprünge in die Wertung kamen. Der Langlauf wurde seit 1956 separat und nicht zusammen mit den Spezialisten, ausgetragen. Die Distanz betrug auch hier in Innsbruck 15 Kilometer.
Beim Springen behinderte heftiger Ostwind die Konkurrenten. Die Schanze lag im Schatten, daher war die Anlaufspur hart. Hingegen stand der Aufsprung bereits unter Sonneneinwirkung und war weich. Georg Thoma setzte sich gleich nach dem ersten Durchgang in Führung, er und Tormod Knutsen sprangen am gleichmäßigsten und nahmen nach dem Springen die Ränge eins (Thoma) und zwei ein. Starke Windböen sorgten immer wieder für Unterbrechungen. Wurde ein Springer von einem Windstoß erfasst, war unweigerlich mit einer «Notlandung» zu rechnen. Es gab auch verhältnismäßig viele Stürze, die aber allgemein glimpflich verliefen. Eine Überraschung lieferte der nachdem Springen viertplatzierte Deutsche Roland Weißpflog. Auch der Österreicher Willi Köstinger hielt sich mit seinem fünften Zwischenrang gut, während sein Landsmann Waldemar Heigenhauser nicht seinen besten Tag hatte und nach dem dritten Durchgang noch von Rang sieben auf Platz elf zurückfiel.
Im Laufen hätte Thoma nur rund elf Sekunden auf Knutsen und etwa vierzig Sekunden auf den sowjetischen Athleten Nikolai Kisseljow einbüßen dürfen, um seine Goldmedaille von Squaw Valley wiederholen zu können. Doch der Schwarzwälder hatte wie auch viele andere Kombinierer zu glatt gewachst, kam mehrmals aus der Spur und stürzte dreimal. Dennoch konnte er mit Bronze auch hier wieder eine Medaille gewinnen. Kälin hatte als schnellster Läufer mit Platz 28 beim Springen alle Chancen bereits verspielt. So wurde Tormod Knutsen mit der viertschnellsten Laufzeit Olympiasieger vor Nikolai Kisseljow als Dritter im Springen sowie Achter im Langlauf.